# Myoxocephalus
A Myoxocephalus a sugarasúszójú halak (Actinopterygii) osztályának skorpióhal-alakúak (Scorpaeniformes) rendjébe, ezen belül a kölöntefélék (Cottidae) családjába tartozó nem.

## Rendszerezés
A nembe az alábbi 16 faj tartozik:
- Myoxocephalus aenaeus (Mitchill, 1814)
- Myoxocephalus brandtii (Steindachner, 1867)
- Myoxocephalus jaok (Cuvier, 1829)
- Myoxocephalus matsubarai Watanabe, 1958
- Myoxocephalus niger (Bean, 1881)
- Myoxocephalus ochotensis Schmidt, 1929
- Myoxocephalus octodecemspinosus (Mitchill, 1814)
- Myoxocephalus polyacanthocephalus (Pallas, 1814)
- Myoxocephalus scorpioides (Fabricius, 1780)
- Myoxocephalus scorpius (Linnaeus, 1758)
- Myoxocephalus sinensis (Sauvage, 1873)
- Myoxocephalus stelleri Tilesius, 1811 - típusfaj
- Myoxocephalus thompsonii (Girard, 1851)
- Myoxocephalus tuberculatus Soldatov & Pavlenko, 1922
- négyszarvú skorpióhal (Myoxocephalus quadricornis) (Linnaeus, 1758)
- Myoxocephalus yesoensis Snyder, 1911

### Fordítás
- Ez a szócikk részben vagy egészben  a   Myoxocephalus című angol Wikipédia-szócikk fordításán alapul.  Az eredeti cikk szerkesztőit annak laptörténete sorolja fel. Ez a jelzés csupán a megfogalmazás eredetét és a szerzői jogokat jelzi, nem szolgál a cikkben szereplő információk forrásmegjelöléseként.